# Runowo Krajeńskie (przystanek kolejowy)
Runowo Krajeńskie − przystanek kolejowy w Runowie Krajeńskim, w Polsce, w województwie kujawsko-pomorskim, w powiecie sępoleńskim.